# Fussball Club Porto Alegre
Fussball Club Porto Alegre was een Braziliaanse voetbalclub uit Porto Alegre. De club werd opgericht op 15 september 1903.

## Geschiedenis
Op 7 september 1903 speelde SC Rio Grande, de oudste nog bestaande voetbalclub in Brazilië, een exhibitiewedstrijd in Porto Alegre. Een week later besloten enkele jongeren van Duitse afkomst, die aangesloten waren bij fietsvereniging Radfahrer Verein Blitz (opgericht 1896), om ook een voetbalclub op te richten en op 15 september werd Fussball Club Porto Alegre boven de doopvont gehouden, diezelfde dag werd ook Grêmio Foot-Ball Porto Alegrense opgericht. Beide clubs speelden op 6 maart 1904 voor het eerst tegen elkaar in de Troféu Wanderpreis, een voetbalbeker die tot 1912 een aantal maal gespeeld werd tussen beide clubs. Grêmio won de eerste editie met 1-0, later dat jaar won ook Fussball de trofee.
In 1910 was de club medeoprichter van de Liga Porto-Alegrense de Foot-Ball. Deze voetbalbond organiseerde datzelfde jaar nog het Campeonato Citadino de Porto Alegre, het stadskampioenschap, en Fussball werd in het eerste seizoen vierde op zeven clubs. Het volgende jaar werd de club tweede achter Grêmio. De volgende jaren eindigde de club meestal in de middenmoot.
Tijdens de Eerste Wereldoorlog werd de naam gewijzigd in Foot-Ball Club Porto Alegre, vanwege de rol van Duitsland in die oorlog. In 1920 werd de club nog vicekampioen achter Internacional.
In 1919 werd het staatskampioenschap opgericht, waardoor het stadskampioenschap aan aanzien verloor. De club bleef nog voortbestaan tot begin jaren veertig en werd dan ontbonden.